# Hauptwerke der ottonischen Buchmalerei
Als Hauptwerke der ottonischen Buchmalerei gelten illuminierte Manuskripte, die in ottonischer Zeit im ostfränkischen Reich entstanden und in der kunstgeschichtlichen Literatur als Werke von besonderem künstlerischem Rang eingestuft werden. Allerdings gibt es in der kunstgeschichtlichen Literatur keine allgemein akzeptierten Kriterien, nach denen eine Handschrift als Hauptwerk der karolingischen Buchmalerei zu gelten habe, so dass die hier vorgestellte Auswahl auch als „willkürlich“ bezeichnet werden kann.
Die ottonische Buchmalerei folgt auf die karolingische und geht in die romanische Buchmalerei über.
Eine besonders wichtige Rolle spielt die Reichenauer Malschule. Zehn dieser Schule zugewiesene Werke wurden 2003 von der UNESCO in die Liste des Weltdokumentenerbes aufgenommen. Ausgewählt wurden das Liuthar-Evangeliar, das Münchner Evangeliar Ottos III., die Bamberger Apokalypse, der Egbert-Psalter, der Gero-Codex, das Perikopenbuch Heinrichs II., das Evangeliar aus dem Bamberger Dom, das Poussay-Evangelistar, der Codex Egberti sowie der Bamberger Daniel-Kommentar.

## Liste der Handschriften
| Abbildung | Bezeichnung                                             | Datierung                                    | Lokalisierung                               | Künstler (K), Auftraggeber (A)                                                            | Inhalt; Besonderheiten                                | Signatur |
| --------- | ------------------------------------------------------- | -------------------------------------------- | ------------------------------------------- | ----------------------------------------------------------------------------------------- | ----------------------------------------------------- | --- |
|           | Leidener Makkabäer-Codex                                | um 925                                       | St. Gallen und Reichenau                    |                                                                                           | 1 Makk und Vegetius’ Epitoma rei militaris            | Leiden, Universitätsbibliothek, Cod. Perizoni F.17 |
|           | Codex Wittekindeus                                      | um 970–980                                   | Fulda                                       |                                                                                           | Evangeliar                                            | Berlin, Staatsbibliothek, Ms. theol. lat. fol. 1 |
|           | Sakramentar aus Fulda                                   | um 975                                       | Fulda                                       | A: Abtei Fulda                                                                            | Sakramentar                                           | Göttingen, Staats- und Universitätsbibliothek, 2° Cod. Ms. theol. fol. 231 Cim.                                                                           |
|           | Poussay-Evangelistar                                    | um 970–990                                   | Reichenau                                   |                                                                                           | Evangelistar                                          | Paris, Bibliothèque nationale de France, Ms. lat. 10514                                                                                                   |
|           | Augustinus-Codex in Mainz                               | zwischen 975 und 1011                        | Mainz                                       |                                                                                           | Augustinus: Brief an Aurelius (S. 1) und De trinitate | Mainz, Stadtbibliothek, Hs II,18 |
|           | Gero-Codex                                              | kurz vor 976                                 | Reichenau                                   |                                                                                           | Evangelistar                                          | Darmstadt, Hessische Universitäts- und Landesbibliothek, Hs 1948                                                                                          |
|           | Egbert-Psalter                                          | um 980                                       | Trier oder Reichenau                        | Egbert von Trier (A)                                                                      | Psalter                                               | Cividale, Museo archeologico nazionale, Ms. 136 |
|           | Codex Egberti                                           | 980–993                                      | Trier oder Reichenau                        | Gregormeister (K; 7 von 51 Bildern); Egbert von Trier (A)                                 | Evangelistar                                          | Trier, Stadtbibliothek, Cod. 24 |
|           | Petershausener Sakramentar                              | um 980–985                                   | Reichenau                                   |                                                                                           |                                                       | Heidelberg, Universitätsbibliothek, Sal. IX b |
|           | Strahov-Evangeliar                                      | um 980–985                                   | Trier                                       | Gregormeister (K; Evangelistenbilder)                                                     | Evangeliar                                            | Prag, Kloster Strahov, Ms. DF III 3 |
|           | Evangeliar der Sainte Chapelle                          | um 983                                       | Trier                                       | Gregormeister (K)                                                                         | Evangeliar                                            | Paris, Bibliothèque nationale de France, Lat. 8851 |
|           | Fragment in Chantilly                                   | um 983                                       |                                             | Gregormeister (K)                                                                         | Bildnis Ottos II. oder Ottos III.; Fragment           | Chantilly, Musée Condé, Ms. 14 bis |
|           | Fragment in Trier                                       | um 983–990                                   | Trier                                       | Gregormeister (K)                                                                         | Bildnis Papst Gregors des Großen; Fragment            | Trier, Stadtbibliothek, Hs. 171/1626 |
|           | Epistolar des Erzbischofs Everger                       | 984                                          | Köln                                        | Erzbischof Everger (A)                                                                    | Epistolar                                             | Köln, Dombibliothek, No. 143 |
|           | Gebetbuch Ottos III.                                    | um 984–985                                   | Mainz                                       |                                                                                           | Königsgebetbuch                                       | München, Bayerische Staatsbibliothek, Clm 30111 (bis 1994: Pommersfelden, Schloss Weißenstein, Graf-von-Schönborn’sche Schlossbibliothek, Ms. 347 (2940)) |
|           | Hornbacher Sakramentar                                  | vor 990                                      | Kloster Reichenau                           | Eburnant (K), Adalbert von Hornbach (A)                                                   | Sakramentar                                           | Solothurn, St. Ursus. Cod. U 1 |
|           | Gießener Evangeliar                                     | um 990                                       | Köln                                        |                                                                                           | Evangeliar                                            | Gießen, Universitätsbibliothek, Hs. 660 |
|           | Liuthar-Evangeliar oder Evangeliar Ottos III.           | um 996                                       | Reichenau                                   | Liuthar (K), Otto III. (A)                                                                | Evangeliar                                            | Aachen, Domschatzkammer, Inv.-Nr. 25 |
|           | Evangeliar in Manchester                                | 996–1002                                     | Köln                                        | Gregormeister (K)                                                                         | Evangeliar                                            | Manchester, John Rylands University Library, Cod. 98 |
|           | Mainzer Sakramentar                                     | um 1000                                      | Mainz                                       | vermutlich Stift St. Cyriacus in Neuhausen bei Worms (A)                                  | Kalendarium und Sakramentarium Gregorianum            | Mainz, Bischöfliches Dom- und Diözesanmuseum B 00325 (früher Kautzsch Nr. 4)                                                                              |
|           | Benediktionale in St. Gallen                            | um 1000                                      | Mainz                                       |                                                                                           | Benediktionale                                        | St. Gallen, Stiftsbibliothek, Cod. 398 |
|           | Bamberger Daniel-Kommentar                              | um 1000                                      | Reichenau                                   |                                                                                           | Hohes Lied, Buch der Sprichwörter, Buch Daniel        | Bamberg, Staatsbibliothek, Msc. Bibl. 22 |
|           | Festtagsevangeliar mit Kanontafeln                      | 991–1010                                     | Reichenau ?                                 | ein einziger Künstler                                                                     | Evangeliar                                            | Brescia, Bibliotheka Civica Queriniana, F. II. 1 |
|           | Isaias glossatus in Bamberg                             | um 1000                                      | Reichenau                                   |                                                                                           | Jesaja                                                | Bamberg, Staatsbibliothek, Msc. Bibl. 76 |
|           | Evangeliar aus dem Bamberger Dom                        | um 1000–1020                                 | Reichenau                                   |                                                                                           | Evangeliar                                            | München, Bayerische Staatsbibliothek, Clm 4454 |
|           | Sakramentar Heinrichs II.                               | Anfang des 11. Jahrhunderts                  | Regensburg                                  | Heinrich II. (A)                                                                          | Sakramentar                                           | München, Bayerische Staatsbibliothek, Clm 4456 |
|           | Uta-Codex                                               | Anfang des 11. Jahrhunderts                  | Regensburg                                  | Äbtissin Uta (A)                                                                          | Evangelistar                                          | München, Bayerische Staatsbibliothek, Clm 13601 |
|           | Evangeliar in Mainz                                     | Anfang des 11. Jahrhunderts                  | Mainz                                       | vermutlich Mainzer Mauritiusstift (A), drei Schreiber (K)                                 | Evangeliar, unvollendet                               | Mainz, Stadtbibliothek, Cod. II,3 |
|           | Bernwardbibel                                           | Anfang des 11. Jahrhunderts                  | Hildesheim                                  | Bernward von Hildesheim (A)                                                               | Bibel                                                 | Hildesheim, Dommuseum, DS 61 |
|           | Reichenauer Perikopenbuch                               | Anfang des 11. Jahrhunderts                  | Reichenau                                   |                                                                                           | Perikopenbuch                                         | Wolfenbüttel, Herzog August Bibliothek, Cod. Guelf. 84.5 Aug 2°                                                                                           |
|           | Perikopenbuch Heinrichs II.                             | um 1007–1012                                 | Reichenau                                   | Heinrich II. (A)                                                                          | Perikopenbuch (Evangelistar)                          | München, Bayerische Staatsbibliothek, Clm 4452 |
|           | Evangeliar Heinrichs II. oder Ottos III.                | vor 1010                                     | Reichenau                                   | Otto III. oder Heinrich II. (A)                                                           | Evangeliar                                            | München, Bayerische Staatsbibliothek, Clm 4453 |
|           | Evangeliar in Den Haag                                  | vor 1011                                     | Mainz, vermutlich im Kloster St. Alban      |                                                                                           | Evangeliar                                            | Den Haag, Koninklijke Bibliotheek, Cod. 135 F 10 |
|           | Guntbaldevangelistar                                    | um 1010–1020                                 | Hildesheim                                  | Bernward von Hildesheim (A)                                                               | Evangelistar                                          | Nürnberg, Germanisches Nationalmuseum, Hs. 29770 |
|           | Bernwardpsalter                                         | 1010–1020                                    | Hildesheim                                  | Bernward von Hildesheim (A)                                                               | Psalter                                               | Wolfenbüttel, Herzog August Bibliothek, Cod. Guelf. 113 Noviss. 4°                                                                                        |
|           | Guntbaldevangeliar                                      | 1011                                         | Hildesheim                                  | Bernward von Hildesheim (A), Diakon Guntbald aus Regensburg (K)                           | Evangeliar                                            | Hildesheim, Dommuseum, DS. 33 |
|           | Hildesheimer Orationale oder Reichenauer Epistolar      | um 1013                                      | Reichenau                                   | Heinrich II. (A)                                                                          | Orationale                                            | Hildesheim, Dombibliothek, Hs. 688 |
|           | Guntbaldsakramentar                                     | zwischen 1014 und 1022                       | Hildesheim                                  | Bernward von Hildesheim (A), Diakon Guntbald aus Regensburg (K)                           | Sakramentar                                           | Hildesheim, Dommuseum, DS 19 |
|           | Bernwaldevangeliar                                      | um 1015 / um 1194                            | Hildesheim                                  | Bernward von Hildesheim (A)                                                               | Evangeliar                                            | Hildesheim, Dommuseum, Hs. 18 |
|           | Hitda-Evangeliar                                        | um 1020                                      | Köln                                        |                                                                                           | Evangeliar                                            | Darmstadt, Hessische Universitäts- und Landesbibliothek, Hs 1640                                                                                          |
|           | Salzburger Perikopenbuch                                | um 1020                                      | Salzburg                                    | Erzbischof Hartwig von Salzburg (A)                                                       | Perikopenbuch                                         | München, Bayerische Staatsbibliothek, Clm 15713 |
|           | Bamberger Apokalypse                                    | um 1000 bis vor 1020                         | Reichenau (Bilder)                          | A: vermutlich Kaiser Otto III. Nach dessen Tod ließ Heinrich II. die Arbeiten fortsetzen  | Apokalypse                                            | Bamberg, Staatsbibliothek, Msc. Bibl.140 |
|           | Gundold-Evangeliar                                      | 1026–1050                                    | Köln                                        | Gundold (A)                                                                               | Evangeliar                                            | Stuttgart, Württembergische Landesbibliothek, Cod. Bibl. 4° 2                                                                                             |
|           | Echternacher Evangelistar für eine Stephanuskirche      | um 1030/31                                   | Echternach                                  | K: vier oder fünf Personen; A: möglicherweise Bischof Theoderich II. (Amtszeit 1006–1047) | Evangelistar                                          | Brüssel, Bibliothek royale de Belgique, Ms. 9428 |
|           | Codex aureus Epternacensis (Evangeliar von Echternach)  | um 1030–1050                                 | Kloster Echternach                          | A: vermutlich Abt Humbert von Echternach                                                  | Evangeliar                                            | Nürnberg, Germanisches Nationalmuseum, Hs. 156 142 |
|           | Werdener Psalter                                        | nach 1030                                    | Werden an der Ruhr                          |                                                                                           | Psalter                                               | Berlin, Staatsbibliothek Preußischer Kulturbesitz Ms. Theol. lat. fol. 358                                                                                |
|           | Echternacher Sakramentar und Antiphonar                 | um 1030                                      | Echternach ?                                |                                                                                           | Sakramentar und Antiphonar                            | Darmstadt, Hessische Universitäts- und Landesbibliothek, Hs. 1946                                                                                         |
|           | Perikopenbuch Heinrichs III.                            | 1039–1043                                    | Echternach                                  | Heinrich III. (A)                                                                         | Perikopenbuch                                         | Bremen, Staats- und Universitätsbibliothek, Ms. b. 21 |
|           | Codex aureus Epternacensis oder Speyerer Evangeliar     | um 1043–1046                                 | Echternach                                  | Heinrich III. (A), bestimmt für den Dom zu Speyer                                         | Evangeliar                                            | Madrid, Escorial, Cod. Vitr. 17 |
|           | Evangeliar Heinrichs III. (Codex Caesareus Upsaliensis) | 1050–1056                                    | Echternach                                  | Heinrich III. (A)                                                                         | Evangeliar                                            | Uppsala, Carolina Rediviva, Cod. C 93 |
|           | Sakramentar aus St. Alban vor Mainz                     | Mitte des 11. Jahrhunderts                   | Mainz oder Fulda mit Tegernseer Beteiligung |                                                                                           | Sakramentar                                           | Los Angeles, J. Paul Getty Museum, Ms. 83. MF. 77 (Ms. Ludwig V 2)                                                                                        |
|           | Evangeliar in Paris                                     | zweites/drittes Viertel des 11. Jahrhunderts | Mainz                                       |                                                                                           | Evangeliar                                            | Paris, Bibliothèque nationale de France, Latin 275 |
|           | Vita Sancti Liudgeri / Vita secunda                     | um 1100                                      | Werden a. d. Ruhr                           |                                                                                           | Vita                                                  | Berlin, Staatsbibliothek zu Berlin Preußischer Kulturbesitz, Ms. theol. lat. fol. 323                                                                     |